# Dick Guldstrand

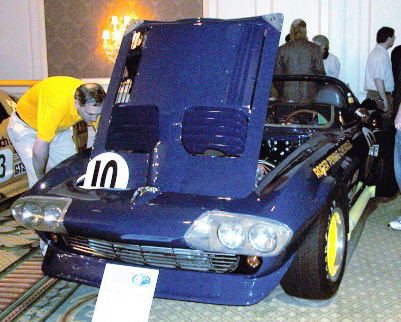
Der Chevrolet Corvette Grand Sport, mit dem Dick Guldstrand und Dick Thompson beim 12-Stunden-Rennen von Sebring 1966 am Start waren

Richard Herman „Dick“ Guldstrand (* 1. Dezember 1927 in Santa Monica; † 2. September 2015 in Los Angeles) war ein US-amerikanischer Unternehmer und Autorennfahrer, bekannt als „Mr. Corvette“.

## Karriere als Rennfahrer
Den Wunsch seiner Eltern, als Rechtsanwalt Karriere zu machen, erfüllte Richard „Dick“ Guldstrand nicht. Stattdessen machte er am College eine Ausbildung zum Elektrotechniker. Zu Beginn der 1950er-Jahre begann er mit dem Motorsport. Jahrelang bestritt er Dirt-Track-Rennen und baute dafür eine Corvette C1 zu einem Rennwagen um. Er stattete den Chevrolet mit Saugrohreinspritzung und einem 4-Gang-Schaltgetriebe aus und fuhr damit in Kalifornien viele Siege ein.
Mit finanzieller Unterstützung eines Chevrolet-Händlers aus Hermosa Beach stieg er auf die Rundstrecke um und gewann Anfang der 1960er-Jahre mit einer vom Händler zur Verfügung gestellten Corvette Sting Ray nationale Sportwagenrennen. Von 1963 bis 1965 gewann er dreimal in Folge die südpazifische SCCA-Sportwagen-Meisterschaft.
1966 gewann er die Klasse für GT-Fahrzeuge über 3 Liter Hubraum beim 24-Stunden-Rennen von Daytona und beendete das Rennen als Zwölfter der Gesamtwertung. 1967 engagierte ihn Zora Arkus-Duntov als Partner von Bob Bondurant für einen Start beim 24-Stunden-Rennen von Le Mans. Das Team musste mit bescheidenen personellen und technischen Ressourcen auskommen. Da es vor Ort keinen Renntransporter gab, mussten Guldstrand und Bondurant die Corvette vom Pariser Flughafen Orly über Landstraßen an die Strecke fahren. Der Renneinsatz endete wegen eines Motorschadens nach 167 Runden vorzeitig.
Seine letzte Saison als professioneller Rennfahrer hatte er 1970, als er Trans-Am- und Can-Am-Rennen fuhr, ausnahmsweise nicht mit einer Corvette, sondern mit einem Lola T70.

## Unternehmer
1968 eröffnete Dick Guldstrand in Culver City Guldstrand Engineering, ein Unternehmen, das sich vor allem mit dem Umbau von Corvette- und Camaro-Modellen für den Rennbetrieb beschäftigte. 1985 war er als Testpilot federführend an der Entwicklung der Corvette C4 mit dem L83-Motor mit Crossfire-Einspritzanlage beteiligt.
1990 brachte er mit dem Guldstrand Grand Sport 90 ein eigenes Fahrzeug, basierend auf Corvette-Technologie auf den Markt.

## Statistik

### Le-Mans-Ergebnisse
| Jahr | Team                | Fahrzeug           | Teamkollege   | Platzierung | Ausfallgrund |
| ---- | ------------------- | ------------------ | ------------- | ----------- | ------------ |
| 1967 | Dana Chevrolet Inc. | Chevrolet Corvette | Bob Bondurant | Ausfall     | Motorschaden |

### Sebring-Ergebnisse
| Jahr | Team                   | Fahrzeug                       | Teamkollege           | Teamkollege | Platzierung | Ausfallgrund     |
| ---- | ---------------------- | ------------------------------ | --------------------- | ----------- | ----------- | ---------------- |
| 1966 | Roger Penske           | Chevrolet Corvette Grand Sport | Dick Thompson         |             | Ausfall     | Unfall           |
| 1968 | American International | Lola T70 Mk.III GT             | Lothar Motschenbacher | Ed Leslie   | Ausfall     | Kupplungsschaden |

### Einzelergebnisse in der Sportwagen-Weltmeisterschaft
| Saison | Team                   | Rennwagen                   | 1   | 2   | 3   | 4   | 5   | 6   | 7   | 8   | 9   | 10  | 11  | 12  | 13  | 14  |
| ------ | ---------------------- | --------------------------- | --- | --- | --- | --- | --- | --- | --- | --- | --- | --- | --- | --- | --- | --- |
| 1966   | Roger Penske           | Chevrolet Corvette          | DAY | SEB | MON | TAR | SPA | NÜR | LEM | MUG | CCE | HOK | SIM | NÜR | ZEL |     |
| 1966   | Roger Penske           | Chevrolet Corvette          | 12  | DNF |     |     |     |     |     |     |     |     |     |     |     |     |
| 1967   | Dana Chevrolet         | Chevrolet Corvette          | DAY | SEB | MON | SPA | TAR | NÜR | LEM | HOK | MUG | BRH | CCE | ZEL | OVI | NÜR |
| 1967   | Dana Chevrolet         | Chevrolet Corvette          |     |     |     | DNF |     |     |     |     |     |     |     |     |     |     |
| 1968   | American International | Chevrolet Corvette Lola T70 | DAY | SEB | BRH | MON | TAR | NÜR | SPA | WAT | ZEL | LEM |     |     |     |     |
| 1968   | American International | Chevrolet Corvette Lola T70 | 29  | DNF |     |     |     |     |     |     |     |     |     |     |     |     |
| 1969   | Best Photo Serv        | Chevrolet Camaro            | DAY | SEB | BRH | MON | TAR | SPA | NÜR | LEM | WAT | ZEL |     |     |     |     |
| 1969   | Best Photo Serv        | Chevrolet Camaro            | DNF |     |     |     |     |     |     |     |     |     |     |     |     |     |